# Lepidopus altifrons
Lepidopus altifrons is een straalvinnige vissensoort uit de familie van haarstaarten (Trichiuridae). De wetenschappelijke naam van de soort is voor het eerst geldig gepubliceerd in 1993 door Parin & Collette.